# Konrad Rudnicki
Konrad Maria Paweł Rudnicki, ps. Zemsta, Twardowski (ur. 2 lipca 1926 w Warszawie, zm. 12 listopada 2013 w Krakowie) – polski naukowiec i duchowny, astronom, profesor nauk fizycznych, partyzant Gwardii i Armii Ludowej, kapłan i teolog Kościoła Starokatolickiego Mariawitów w RP, antropozof, ekumenista i długoletni duszpasterz krakowskich mariawitów.

## Życiorys
Urodził się w rodzinie Lucjana, działacza ruchu robotniczego, komunisty i pisarza, współzałożyciela Komunistycznej Partii Robotniczej Polski oraz posła na Sejm PRL I kadencji, i Marii z Szukiewiczów, socjalistki i działaczki Polskiej Partii Socjalistycznej (współpracowała m.in. z Józefem Piłsudskim). Jego starsze rodzeństwo, Kazimierz i Elżbieta, wcześnie umarli.
W 1939 ukończył pierwszą klasę Gimnazjum im. Tadeusza Reytana w Warszawie, po czym kontynuował naukę na tajnych kompletach w Piotrkowie Trybunalskim, gdzie w 1945 ukończył liceum ogólnokształcące.
W czasie II wojny światowej wraz z matką w Piotrkowie Trybunalskim ochraniał kilku Żydów (zachowała się relacja o ochronie rodziny Weintraubów). W styczniu 1996 odebrał za to tytuł „Sprawiedliwy wśród Narodów Świata” oraz medal Jad Waszem; otrzymał również honorowe obywatelstwo Izraela. Od grudnia 1943 walczył pod pseudonimem „Twardy” w partyzantce, w batalionie GL PPR im. gen. Józefa Bema (późniejsza 3 Brygada AL im. gen. Józefa Bema), na ziemi radomszczańskiej. W stopniu kaprala uczestniczył m.in. w 11 bitwach i potyczkach (np. w bitwie pod Ewiną). Po 11 miesiącach walki został uwięziony w areszcie Gestapo w Jędrzejowie, skąd 14 stycznia 1945 uwolniła go wraz z resztą więźniów Armia Czerwona. Po wojnie działał w organizacjach kombatanckich, otrzymał także awans na stopień porucznika.
Od września 1945 studiował astronomię na Uniwersytecie Warszawskim, gdzie następnie pracował naukowo przez kilkanaście lat. Podczas pobytu w amerykańskim Palomar Observatory w 1965 zarejestrował na kliszy i odkrył nową kometę, pierwszą kometę odkrytą przez Polaka po II wojnie światowej. Od nazwiska odkrywcy nazwano ją C/1966 T1 (Rudnicki). Od 1968 pracował w Obserwatorium Astronomicznym Uniwersytetu Jagiellońskiego w Krakowie, gdzie niemal do końca swoich dni wykładał. W latach 1984–1989 był tam również dyrektorem. Zainteresowania zawodowe Rudnickiego stanowiły: astronomia gwiazdowa, astronomia pozagalaktyczna, kosmologia, metodologia astronomii, metodologia nauk. Członek prezydium Komitetu Historii Nauki i Techniki PAN, członek Sądu Koleżeńskiego Polskiego Towarzystwa Astronomicznego oraz członek Polskiego Towarzystwa Miłośników Astronomii. To ostatnie towarzystwo zorganizowało w 2001 konferencję na cześć jego 75. urodzin.
W młodości był ateistą, w latach 50. przyjął wiarę starokatolicką. W 1959 przyjął święcenia kapłańskie w Kościele Starokatolickim Mariawitów oraz imiona zakonne Maria Paweł. Administrator filii parafii tego Kościoła w Krakowie, jako teolog specjalizował się w teologii mistycznej. Wykładał w Chrześcijańskiej Akademii Teologicznej w Warszawie. Był także antropozofem, członkiem Powszechnego Towarzystwa Antropozoficznego i Sekcji Matematyczno-Przyrodniczej w Goetheanum w Dornach (Szwajcaria). W czasie pobytów naukowych w Stanach Zjednoczonych, za zgodą władz kościelnych pełnił funkcję pozaetatowego kapłana w trzech parafiach Kościoła anglikańskiego. Członek Komisji Mieszanej do Dialogu Teologicznego pomiędzy Kościołem rzymskokatolickim i Kościołem Starokatolickim Mariawitów. Pisywał do wydawanego przez siebie czasopisma religijnego „Praca nad sobą”. Publikował na łamach wydawanego w Warszawie „Wolnomularza Polskiego”, wolnomularzem nie będąc. Razem z Włodzimierzem Zonnem napisał książkę o astronomii.
Gdy w latach 80. pracował w obserwatorium astronomicznym w Castel Gandolfo, Jan Paweł II zaprosił go do odprawienia „mariawickiej” mszy świętej w prywatnej kaplicy papieża.
Pochowany 19 listopada 2013 na cmentarzu Rakowickim w Krakowie (kwatera LXV-8-37).

## Wybrane publikacje
1. Astronomia gwiazdowa (wraz z Włodzimierzem Zonnem), 1957, Warszawa: PWN
2. Astronomia, 1970, Warszawa: Państwowe Zakłady Wydawnictw Szkolnych
3. Świat planet (wraz z T. Zbigniewem Dworakiem), 1983, Warszawa: PWN
4. Etyka z elementami filozofii: skrypt, 1999, Bydgoszcz: Wyższa Szkoła Ochrony Środowiska
5. Zasady kosmologiczne, 2002, Bydgoszcz: Wyższa Szkoła Ochrony Środowiska

## Ordery i odznaczenia
- Krzyż Kawalerski Orderu Odrodzenia Polski
- Złoty Krzyż Zasługi
- Krzyż Partyzancki
- Medal 40-lecia Polski Ludowej
- Medal Zwycięstwa i Wolności 1945
- Medal Komisji Edukacji Narodowej
- Krzyż Armii Ludowej
- Kombatancki Krzyż Pamiątkowy „Zwycięzcom”
- Medal „Za zwycięstwo nad Niemcami w Wielkiej Wojnie Ojczyźnianej 1941–1945” (Związek Radziecki)
- Medal Sprawiedliwy wśród Narodów Świata (1996)